# Gene putativo
Um gene putativo é um segmento de DNA que se acredita ser um gene. Os genes putativos podem compartilhar semelhanças de sequência com genes já caracterizados e, portanto, pode-se inferir que compartilham uma função semelhante, mas a função exata dos genes putativos permanece desconhecida. As sequências recém-identificadas são consideradas candidatas a genes putativos quando os homólogos dessas sequências estão associados ao fenótipo de interesse.

## Exemplos
Exemplos de estudos envolvendo genes putativos incluem a descoberta de trinta genes receptores putativos encontrados no órgão vomeronasal do rato e a identificação de 79 caixas TATA putativas encontradas em muitos genomas de plantas.

## Importância prática
Para definir e caracterizar um cluster de genes biossintéticos, todos os genes putativos dentro do referido cluster devem primeiro ser identificados e suas funções devem ser caracterizadas. Isso pode ser realizado por complementação e experimentos knock-out. No processo de caracterização de genes putativos, o genoma em estudo torna-se cada vez mais bem compreendido à medida que mais interações podem ser identificadas. A identificação de genes putativos é necessária para estudar a evolução genômica, pois uma proporção significativa de genomas compõem famílias maiores de genes relacionados. A evolução genômica ocorre por processos como a duplicação de genes individuais, segmentos de genoma ou genomas inteiros. Esses processos podem resultar em perda de função, função alterada ou ganho de função, e têm efeitos drásticos sobre o fenótipo.
Mutações de DNA fora de um gene putativo podem agir por efeito posicional, no qual alteram a expressão do gene. Essas alterações deixam a unidade de transcrição e o promotor do gene intactos, mas podem envolver promotores distais, elementos intensificadores/silenciadores ou o ambiente local da cromatina. Essas mutações podem estar associadas a doenças ou distúrbios associados ao gene.

## Identificação
Genes putativos podem ser identificados agrupando grandes grupos de sequências por padrões e organizando por similaridade mútua ou podem ser inferidos por potenciais caixas TATA.
Os genes putativos também podem ser identificados reconhecendo as diferenças entre agrupamentos de genes bem conhecidos e agrupamentos de genes com um perfil único.
Ferramentas de software foram desenvolvidas para identificar automaticamente genes putativos. Isso é feito procurando famílias de genes e testando a validade de genes não caracterizados em comparação com genes já identificados.
Os produtos proteicos podem ser identificados e usados para caracterizar o gene putativo que o codifica.